# Меца и деца
Меца и деца је позоришна представа за децу, у режији Миодрага Динуловића, премијерно изведена на сцени Краљевачког позоришта, 2014. године. Настала је по тексту Бранка Милићевића Коцкице.

## О представи
У представи редитеља Миодрага Динуловића, рађеној по тексту Бранка Милићевића Коцкице, размажена краљица схвата да у њеном препуном гардероберу недостаје бунда. Њен захтев је да се специјална бунда изради од медвеђег крзна, па краљ ангажује ловца како би уловио медведа. Медвед на крају представе бива спасен и заштићен од хирова уображене краљице.
У премијерној поставци играли су Горица Динуловић, Биљана Талић, Верољуб Андријанић, Зоран Церовина, Милош Милић, Предраг Павловић, као и деца Ања Шпаговић и Никола Бојић, односно касније Василија Динуловић и Никос Михаиловић. Представа је премијерно изведена на отварању фестивала под називом Божићна позоришна авантура, 10. јануара 2014. године, који је одржан у Краљеву. Неколико дана касније, представа је одиграна и на фестивалу Крушка у Крушевачком позоришту.
Исте године је уврштена у програм 50. по реду Фестивала „Јоаким Вујић”, који је одржан од 17. до 24. маја у Лесковцу. Како је Биљана Талић била спречена да учествује, њу је непосредно пред извођење на том фестивалу заменила Светлана Миленковић, која је надаље преузела лик прве дворске даме, Бранкице. Представа је награђена Малим Јоакимом, за најбољу дечју представу, што је била прва награда ансамблу краљевачког театра на фестивалу професионалних позоришта. У новембру 2015, представа је изведена и на дечјем позоришном фестивалу Позориште Звездариште, у Београду.
Услед увођења ванредног стања у Републици Србији, због епидемије вируса корона, на снагу је ступила забрана окупљања у јавним просторима. Краљевачко позориште је отказало свој репертоар, а на званичном јутјуб каналу постављен је снимак представе Меца и деца, 22. марта 2020. године.

## Подела ликова
| Улога                       | Премијера          | Каснија извођења    |
| --------------------------- | ------------------ | ------------------- |
| Краљица Соса                | Горица Динуловић   | Горица Динуловић    |
| Бранкица, прва дворска дама | Биљана Талић       | Светлана Миленковић |
| Краљ Пера                   | Верољуб Андријанић | Верољуб Андријанић  |
| Бранко, министар екологије  | Зоран Церовина     | Зоран Церовина      |
| Сима, ловац                 | Милош Милић        | Милош Милић         |
| Копи, меца                  | Предраг Павловић   | Предраг Павловић    |
| Брунда, женско мече         | Ања Шпаговић       | Василија Динуловић  |
| Мечко, мушко мече           | Никола Бојић       | Никос Михаиловић    |

## Награде и признања
- Награда Мали Јоаким, за најбољу представу за децу у целини по одлуци стручног жирија, на 50. Фестивалу професионалних позоришта Србије „Јоаким Вујић”, у Лесковцу, 2014. године[10]